# Franklin J. Schaffner
Franklin James Schaffner (Tokyo, 30 maggio 1920 – Santa Monica, 2 luglio 1989) è stato un regista statunitense.

## Biografia
Franklin James Schaffner nasce in Giappone da un missionario anglicano. Muove i suoi primi passi nella televisione dirigendo in modo innovativo, cioè con camera in movimento e non statica come si usava allora, alcuni show televisivi come Studio One in Hollywood, Playhouse 90 e altri. Negli anni '60 viene contattato dal futuro presidente John F. Kennedy e dal 1961 al 1963 è il suo consulente per le apparizioni televisive, negli stessi anni porta a teatro Advise and Consent dal libro di Allen Drury, che era stato portato al cinema pochi anni prima.
Nel campo della televisione di rete, Schaffner ricevette inoltre un grande successo critico nel 1962 per la sua innovativa collaborazione con la First Lady degli Stati Uniti Jacqueline Kennedy e il direttore musicale di CBS television Alfredo Antonini nella produzione di Un Tour della Casa Bianca con la Signora John F. Kennedy - un spettacolo televisivo speciale che è stata trasmessa a oltre 80 milioni di spettatori in tutto il mondo. I contributi di Schaffner in questa produzione gli hanno guadagnato una nomination nel 1963 dalla Directors Guild of America, per il suo premio nella categoria di "Outstanding Directorial Achievement in Television".
Nel 1964 gira L'amaro sapore del potere un film sui retroscena politici delle elezioni presidenziali. 
Il suo primo grande successo è Il pianeta delle scimmie del 1968, leggendario film di fantascienza, innovativo e molto poco consolatorio, di tale impatto da giustificare quattro seguiti, una serie televisiva ed un remake del 2001, diretto da Tim Burton. 
Due anni dopo bissa nuovamente il successo di pubblico e critica con Patton, generale d'acciaio biografia non agiografica del leggendario generale che condusse molte battaglie contro l'esercito tedesco.
Altrettanto fortunato risulta il film successivo, Papillon, angosciosa trasposizione filmica del best seller omonimo.
Fu invece un insuccesso di pubblico e critica la successiva opera diretta da Schaffner, Isole nella corrente, tratta dal romanzo postumo omonimo di Ernest Hemingway.
Nel 1978 torna al cinema di genere fantastico e thriller, dirigendo I ragazzi venuti dal Brasile, dall'omonimo romanzo di Ira Levin, che contrappone un caparbio cacciatore di nazisti interpretato da Laurence Olivier e il famigerato dottor Mengele, interpretato da Gregory Peck, sfuggito al crollo del Nazismo e ancora dedito alle sue turpi sperimentazioni. 
Ha vinto il premio Oscar al miglior regista nel 1971 per la direzione di Patton, generale d'acciaio.
È stato presidente della Screen Directors Guild dal 1987 al 1989.

## Filmografia

### Cinema
- Donna d'estate (The Stripper) (1963)
- L'amaro sapore del potere (The Best Man) (1964)
- Il principe guerriero (The War Lord) (1965)
- Doppio bersaglio (The Double Man) (1967)
- Il pianeta delle scimmie (Planet of the Apes) (1968)
- Patton, generale d'acciaio (Patton) (1970)
- Nicola e Alessandra (Nicholas and Alexandra) (1971)
- Papillon (1973)
- Isole nella corrente (Islands in the Stream) (1977)
- I ragazzi venuti dal Brasile (The Boys from Brazil) (1978)
- Sfinge (Sphinx) (1981)
- Yes, Giorgio (1982)
- Cuor di leone (Lionheart) (1987)
- Ritorno dalla morte (Welcome Home) (1989)

### Televisione
- The Good Years (1962)

## Premi e riconoscimenti
- Premio Oscar
  - 1971 - Miglior regista - Patton, generale d'acciaio (Patton)
- Primetime Emmy Awards
  - 1955 - Migliore regia di una serie drammatica - Studio One, episodio Twelve Angry Men
  - 1956 - Migliore regia di una serie dal vivo - Ford Star Jubilee, episodio The Cain Mutiny Court-Martial
  - 1962 - Migliore regia di una serie drammatica - La parola alla difesa (The Defenders)